# 切尔沃堡
切尔沃堡（義大利語：Castelletto Cervo）是意大利比耶拉省的一个市镇。总面积14平方公里，人口883人，人口密度63.1人/平方公里（2009年）。ISTAT代码为096015。